# Essling
Essling (tot 1999 officieel Eßling) is een wijk in het 22ste district (Donaustadt) van Wenen in Oostenrijk en was tot 1938 een zelfstandige gemeente. Het ligt helemaal in het zuidoosten van de stad en vormt de buitengrens. Essling grenst aan de provincie Neder-Oostenrijk en de stad Groß Enzersdorf.
Aan de andere kant grenst het aan de wijk Aspern (bekend van de Slag bij Aspern-Eßling met Napoleon). Er is een groot natuurgedeelte binnen de wijk dat onderdeel vormt van het natuurgebied Löbau. Dit is een overloopgebied (Duits: au); het is een gebied waar de Donau zijn water kwijt kan bij hoge waterstanden.
Essling staat bekend om zijn vele tuinbouwgebieden. De laatste decennia wordt dit minder omdat er steeds meer huizen gebouwd worden. Omdat Essling vroeger een zelfstandig dorp was heeft het een eigen wapen.
Essling heeft twee kerken, een rooms-katholieke kerk en een baptistenkerk. De baptistenkerk van Essling heeft een partnerschap met de baptistenkerk van Lelystad.
Vroeger ging er een tramlijn (23) vanaf Stadlau naar Essling, maar die lijn is al jaren geleden gesloten. Nu gaat er een buslijn naartoe (26a).

## Wapen
Het wapen van Essling lijkt met een beetje fantasie op een indianenhoofd maar heeft daar niets mee te maken. Het is een gouden adelaarsvleugel die met een sjerp verzierd is, met op de achtergrond rood en zilver vlak. Het wapen is van het wapen van de Heren von Eslarn overgenomen.